# Condado de Madison (Ohio)
O Condado de Madison é um dos 88 condados do estado americano de Ohio. A sede do condado é London, e sua maior cidade é London. O condado possui uma área de 1 207 km² (dos quais 2 km² estão cobertos por água), uma população de 40 213 habitantes, e uma densidade populacional de 33 hab/km² (segundo o censo nacional de 2000). O condado foi fundado em 1810.